# Gladys Davis
Gladys Mary Davis (Chiswick, 29 luglio 1893 – Kingston upon Thames, 23 maggio 1965) è stata una schermitrice britannica, vincitrice di una medaglia d'argento nella scherma ai giochi olimpici.